# 헤라클레오폴리스 마그나

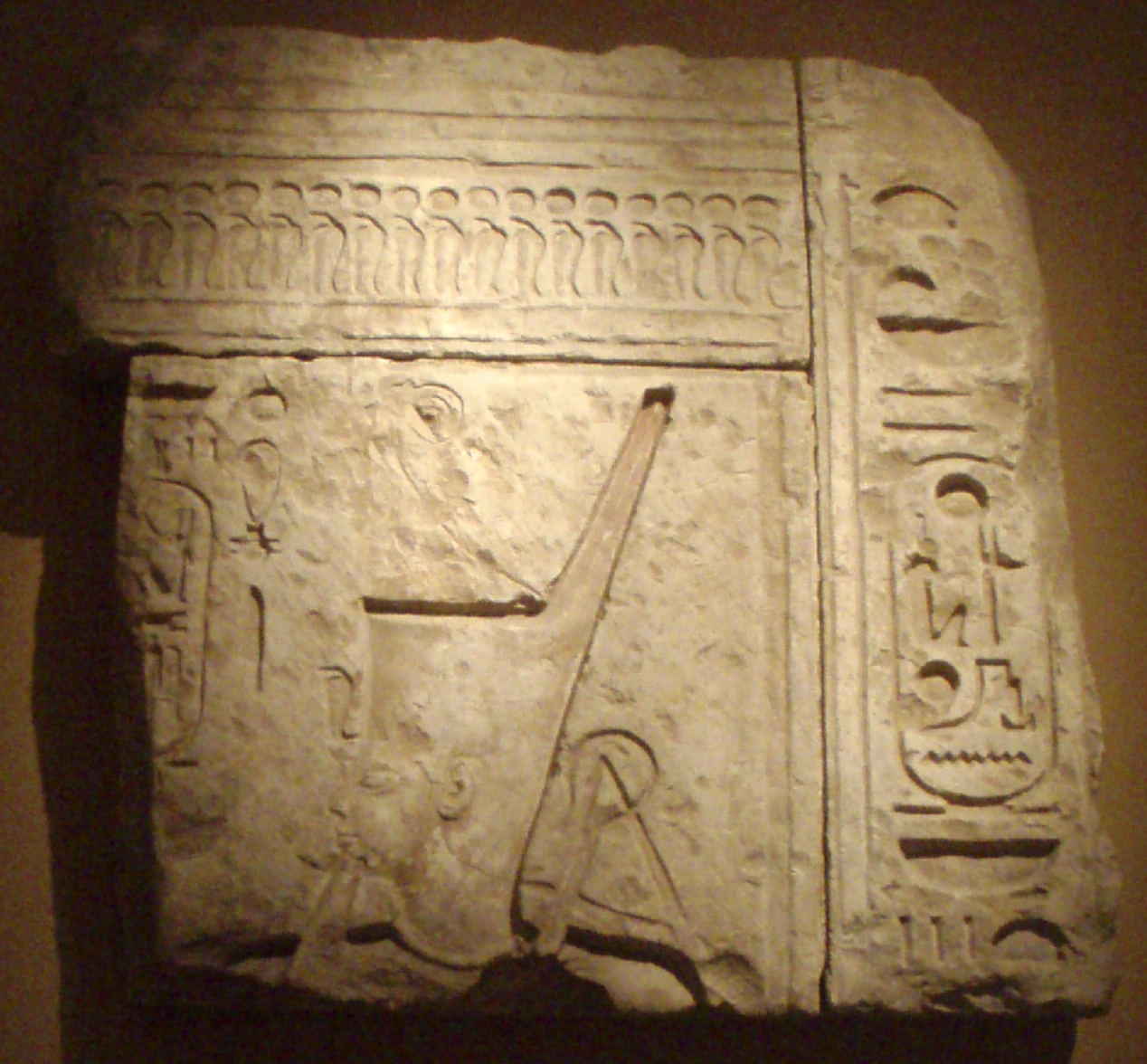
헤라클레오폴리스에서 발견된 람세스 2세의 유적

헤라클레오폴리스 마그나(Herakleopolis Magna, 헤라클레스의 도시)는 고대 이집트의 도시 이름이다. 보통 헤라클레오폴리스라고 줄여 부른다. 놈의 수도 중 하나였으며, 이집트어로는 헤넨-네수트(Henen-nesut, 왕가 자제들의 집)라고 불렸으며, 이후 콥트어로는 '흐나스'(Hnas)라고 불렸다.
헤라클레오폴리스는 이집트 제1중간기의 제9왕조, 제10왕조의 수도였다. 제1중간기가 끝난 직후에는 쇠퇴하해서, 당시의 유적들만이 현재 관광지로 남아 있다.
이 도시는 헤리샤프라는 신을 섬기고 있었는데, 당시 그리스인들은 헤리샤프를 헤라클레스와 동일시하였기 때문에 헤라클레오폴리스라는 이름이 붙여진 것이다. 또한, 거대한 미로와 관련된 전설이 있는데, 실제로 미로가 발견되지는 않았다.
현재 헤라클레오폴리스 지역은 '이나시야 움 알-키맘', '이나시야 알-마디나'라고 불린다.